# نجم‌الدین دغفوس
نجم‌الدین دغفوس (انگلیسی: Nejmeddin Daghfous؛ زادهٔ ۱ اکتبر ۱۹۸۶) بازیکن فوتبال اهل آلمان است.
از باشگاه‌هایی که در آن بازی کرده‌است می‌توان به باشگاه فوتبال پادربورن، باشگاه فوتبال وی‌اف‌آر آلن، باشگاه فوتبال ماینتس ۰۵، و باشگاه فوتبال وورتسبورگ کیکرز اشاره کرد.
وی همچنین در تیم‌های ملی فوتبال جوانان آلمان و تونس بازی کرده‌است.